# Alternative TV
Alternative TV, abgekürzt ATV, war eine Punk-Band aus London, die ursprünglich von 1976 bis 1979 bestand, aber später noch zweimal neu gegründet wurde. Gründer aller drei Formationen war Mark Perry (Sniffin’ Glue-Fanzine). Ein weiterer Protagonist der Band in ihrer ersten Periode in den 1970ern war der Gitarrist Alex Fergusson, der auch an der Neugründung 1981 beteiligt war. Die Musik der Gruppe war generell experimentierfreudiger als die Masse der Bands des Genres und wird deshalb heute dem Art-Punk zugeordnet. Als Einflüsse nannten Fergusson und Perry den Reggae und die deutsche Band Can.
Die erste Veröffentlichung der Band war eine Flexidisc, die 1977 der zwölften und letzten Ausgabe von Perrys Fanzine beilag. Die darauf enthaltene Single war Love Lies Limp. Kurz darauf erschien mit der Single How Much Longer/You Bastard die erste reguläre Platte bei Deptford Fun City Records. 1978 erschienen weitere Singles sowie das erste Album The Image has Cracked. Zu diesem Zeitpunkt war Fergusson bereits ausgeschieden, er wurde später Mitglied von Psychic TV. Die Musik, die Perry mit der neuen Besetzung aufnahm, orientierte sich immer mehr am Dub und nahm eine experimentelle Richtung. Mit der ebenfalls 1978 erschienen Split-LP mit der englischen Psychedelic-Band Here and Now entfernte sich Alternative TV deutlich von seinen Punk-Wurzeln und nahm schließlich die Form eines Avantgarde-Projekts an. 1979 wurde die Gruppe in The Good Missionaries umbenannt.
In den folgenden Jahren erschienen Tonträger unter dem Namen Perrys wie auch unter dem Bandnamen The Door and the Window. 1981 fanden sich Perry, Fergusson, Mitglieder von Fergussons damaliger Band Cash Pussies und Dennis Burns aus der letzten Besetzung von Alternative TV wieder zusammen und gründeten die Gruppe neu. Die neue Formation löste sich im gleichen Jahr wieder auf, und Perry konzentrierte sich auf ein neues Musikprojekt und die Tätigkeit als Musikproduzent. Seit 1985 brachte er mit wechselnden Musikern weitere Veröffentlichungen unter dem Namen Alternative TV heraus.